# Jörg Carlsson
Jörg Erich Helmut Carlsson, född 23 augusti 1963 i Hannover i Tyskland, är en svensk-tysk läkare, professor, krönikör och författare.

## Biografi
År 2003 flyttade Carlsson till Sverige som specialistläkare inom kardiologi. Han tog initiativet att etablera och utveckla PCI-verksamhet på Länssjukhuset i Kalmar för Region Kalmar län, där han sedan dess har arbetat både kliniskt och forskningsmässigt, vilket har varit betydelsefullt för vården av patienter med hjärt-kärlsjukdomar. 
Jörg Carlsson, som är överläkare, är sedan 2009 professor vid Justus-Liebig-Universität Giessen i Giessen, norr om Frankfurt. Carlsson är även adjungerad professor vid Linnéuniversitetet i Kalmar. 
Hans intresse och forskningsarbeten inom sjukvårdens etik har gjort honom till en tongivande person inom ämnet. 2013 gjorde han sin masteruppsats vid Mainz Universitet där den svenska inställningen till samvetsfrihet analyserades.  Även bidragen inom de etiska aspekter vid hjärt-lungräddning har varit många och betydelsefulla. Carlssons etiska studier är välciterade inom medicinska tidskrifter 
2018 debuterade Jörg Carlsson som författare med boken En god död (originaltitel "Ein schöner Tod"). Boken är en roman som baseras på verkliga personer från Carlssons eget liv och utforskar etiska svårigheter kopplade till ämnen som eutanasi, symtomlindring och etiska överväganden vid diagnostik och behandling.
2024 tilldelades Jörg Jon Engströmpriset av Smålands akademi med motiveringen: ”För hans frihetliga och modiga röst i samhällsdebatten, där människan och läkaren Jörg på ett humoristiskt sätt ifrågasätter överhet och floskler samt lyfter fram det sunda förnuftet och det djupt mänskliga." 